# Déli elefántfóka

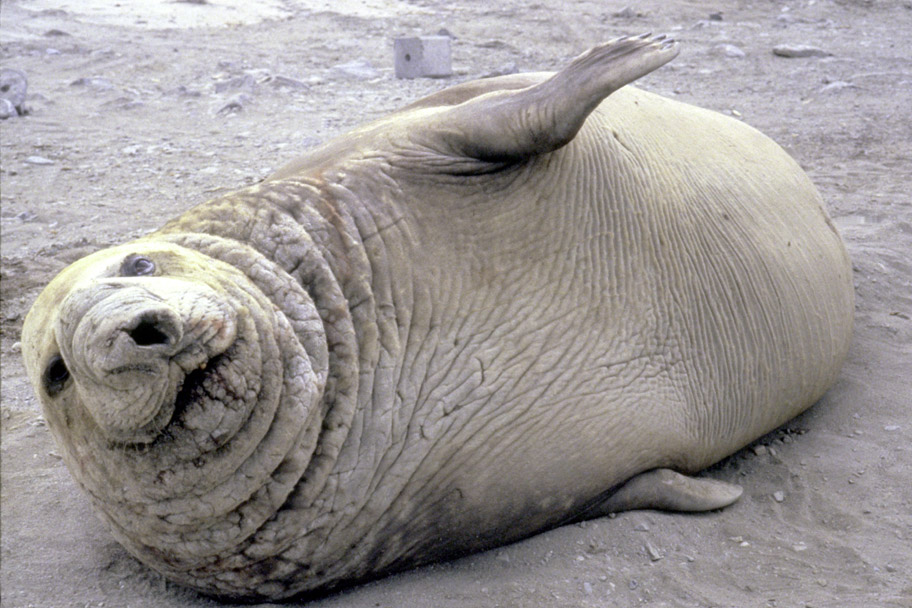
Nőstény déli elefántfóka

A déli elefántfóka (Mirounga leonina) a ragadozók (Carnivora) rendjébe tartozó  fókafélék (Phocidae) családjának egy faja; a legtestesebb fókaféle.

## Latin nevének eredete
A Mirounga nemzetségnév az ausztráliai őslakosok nyelvéből ered. A leonina elnevezés onnan származik, hogy az elefántfóka ordítása az oroszlánéra hasonlít.

## Előfordulása
Az egész déli óceánban portyáznak; táplálékukat (főleg halakat) részben a jégtakaró alól szerzik. Dél-Amerika, Afrika és Ausztrália partjainál egyaránt megfordulnak. Kitűnő búvárok. A déli elefántfókáknál a nőstények jobban merülnek, mint a hímek (az északiaknál ez fordítva van). A déli elefántfókáknál dokumentált mélységrekord 2388 m, a leghosszabb merülési idő 120 perc.
A szárazföldre csak szaporodni járnak ki; ilyenkor hatalmas fókatelepeken gyűlnek össze, főleg szigeteken – így például a Déli-Georgia-, a Falkland-, Déli-Shetland-, Déli-Orkney-, Déli-Sandwich-, Kerguèlen-, Gough-, Marion-, Crozet-, Heard-, McDonald-, Macquarie-, Campbell- és az Ellenlábas-szigeteken. Egy szépen fejlődő kolóniájuk van a dél-amerikai szárazföldön, az argentínai Valdés-félszigeten is. Valamikor éltek a Juan Fernández-szigeteken és Tasmaniában is, de ott kiirtották őket.

## Megjelenése
Az elefántfókák rövid ormányukat (amiről a nevüket kapták) csak a társas érintkezésben használják. Csak a hímeknek van ormánya: ez erősíti fel kihívó bömbölésüket a párzási időszakban. Testük a többi fókafajéhoz hasonlóan a vízi életmódhoz alkalmazkodott. A déli elefántfókára minden más fókafajnál jobban jellemző a poligínia (többnejűség) és a nemi kétalakúság: a bikák testtömege a tehenekének akár nyolc-tízszerese is lehet, elérheti a 4–5 tonnát (hossza elérheti a 6,85 m-t).

## Életmódja
A hímek kegyetlen harcokat vívnak a nőstények birtoklásáért; küzdelmeik talán a legádázabbak az állatvilágban. Tizenöt centiméteresre is megnövő szemfogaikkal a bikák hatalmas sebeket ejtenek egymáson, és eközben nem ritkán legázolják, agyonnyomják az útjukba kerülő teheneket, borjakat. A győztes hímek nem ritkán ötvennél is több nőstényből álló háremet tartanak; egy nagyon erős bika akár száz nősténnyel is párosodhat. Csak a legerősebb állatok jutnak nőstényhez, egy-egy adott évben a hímek 2–3%-a. A harcok hevességére jellemző, hogy nem ritkán a győztes is belepusztul a kimerültségbe és a vérveszteségbe.
A bikák augusztusban, a tehenek szeptemberben vagy októberben érkeznek a szigetekre, ahol a hímek három hónapot töltenek, a nőstények viszont csak egyet. Ezután néhány hónapig halásznak, és ez alatt nagy távolságokat tesznek meg, majd három turnusban hazatérnek vedleni. A fiatal állatok november–decemberben, a felnőtt nőstények január–februárban, a hímek március–áprilisban vedlenek.	 
Az elefántfókák évente egyszer vedlenek: ilyenkor bőrük felső rétege szőrzetükkel együtt lehámlik. Ebben az időszakban kénytelenek hosszú hetekig a szárazföldön tartózkodni. Mélyedéseket ásnak a vizenyős talajba, és azokba fekszenek; az üregeket hamarosan sár, vizelet és ürülék keveréke tölti ki.

## Szaporodása
A nőstények a majd' egyéves (több mint 11 hónapos) vemhesség után a fókatelepre érkezésük után pár (átlagosan hat) nappal hozzák világra borjukat, amit csaknem négy hétig szoptatnak. Azok az anyák, amelyeknek a kicsinye elpusztult, hajlandóak egy másikat is szoptatni; ezek azután egészen léggömbszerűre dagadnak. A szoptatási időszak után még több mint egy hónapba telik, amíg a kölykök megtanulnak úszni és halat fogni, és mivel az anyjuk már nem eteti őket, ezalatt testsúlyuknak akár kétharmadát is elveszíthetik. Az elválasztás után a nőstény kész a párosodásra, és utána visszatér a tengerbe.	
A hímek már 3–4 évesen ivarérettek, de 10–12 éves korukig jóformán esélytelenek egy harc megnyerésére. Ezt a kort alig néhány százalékuk éri meg. A legöregebb ismert korú déli elefántfóka egy 23 éves nőstény volt.

## Ellenségei
A ragadozókkal nem sok bajuk van, bár a kardszárnyú delfinek és a fehér cápák néha széttépnek egyet-egyet közülük. Annál többet szenvednek az élősködőktől.	
A déli elefántfókákat szervezetten csak Déli-Georgia szigetén vadászták a 19. század végétől, de az állomány annyira megritkult, hogy a vadászat gazdaságtalanná vált. A körülmények szabályozása után 1909-ben kezdték újra a fókák öldösését, amit 1964-ben fejeztek be. A 20. században összesen 260 ezer déli elefántfókát lőttek le Déli-Georgián – szinte kizárólag felnőtt hímeket. Napjainkban az elefántfókák védett állatok: a déli elefántfókák ma több mint félmillióan vannak.		